# Gastronomia del Camp de Túria
La cuina del Camp de Túria tracta sobre el menjar i les begudes típics de la cuina d'aquesta comarca.
El Camp de Túria és una comarca de gran extensió que abasta el vessant sud de la Serra Calderona fins a l'Horta de València. Gran part de la comarca és horta, regada per diverses séquies procedents del riu Túria. El conreu més típic és la taronja i en menor grau, el raïm.
A continuació es detalla els elements més destacables de la gastronomia d'aquesta comarca:

## Arrossos
Igual que l'Horta, el Camp destaca una varietat de formes de preparar l'arròs: amb conill i pollastre, amb costella de porc i col, amb fesols i naps, i amb bleda.

## Dolços
Destaquen els pastissets de moniato, els congrets, rotllos d'aiguardent, pancremats, i sobretot el torró i les peladilles de Casinos.

## Altres plats típics
- Caragolà amb salsa picant.[1]
- Vi blanc de Llíria, anomenat ‘'Castillo de Liria.

## Ingredients bàsics
- Embotits de Serra.
- Fesols, naps, bleda, col.
- Conill, pollastre, porc.
- Caragols.
- Fruites.